# Lynx (реактивна система залпового вогню)
Lynx — це реактивна система залпового вогню, що розроблена та виготовлена компанією Israel Military Industries (IMI) і використовується Армією оборони Ізраїлю та іншими країнами.
Він може бути налаштований для несіння різноманітних ракет у двох герметичних контейнерах-капсулах: 40 (2 коробки по 20 ракет у кожній) 122- міліметрових ракет Град ; або 26 (2x13) 160-мм ракет LAR-160 або ACCULAR ; або вісім (2x4) 306-мм ракет EXTRA ; або чотири (2x2) тактичні балістичні ракети Predator Hawk ; або дві (2x1) ракети Delilah.
Після придбання Israel Military Industries компанією Elbit Systems у 2018 році була розроблена вдосконалена та модернізована версія Lynx під назвою PULS (Precise & Universal Launching System).